# گلیشر (دهانه)
گلیشر یک دهانه برخوردی در ماه‌ است.

## دهانه‌های اقماری
این دهانه ۱۱ دهانه اقماری دارد.
| Glaisher | عرض جغرافیایی | طول جغرافیایی | قطر          |
| -------- | ------------- | ------------- | ------------ |
| A        | ۱۲.۹° N       | ۵۰.۷° E       | ۱۹.۰ کیلومتر |
| B        | ۱۲.۶° N       | ۵۰.۱° E       | ۱۸.۰ کیلومتر |
| E        | ۱۲.۷° N       | ۴۹.۲° E       | ۲۱.۰ کیلومتر |
| G        | ۱۲.۴° N       | ۴۹.۵° E       | ۲۰.۰ کیلومتر |
| F        | ۱۳.۷° N       | ۵۰.۰° E       | ۷.۰ کیلومتر  |
| H        | ۱۳.۸° N       | ۴۹.۶° E       | ۵.۰ کیلومتر  |
| M        | ۱۳.۱° N       | ۴۸.۶° E       | ۵.۰ کیلومتر  |
| L        | ۱۳.۴° N       | ۴۸.۸° E       | ۷.۰ کیلومتر  |
| N        | ۱۳.۱° N       | ۴۷.۵° E       | ۷.۰ کیلومتر  |
| W        | ۱۲.۴° N       | ۴۷.۶° E       | ۴۶.۰ کیلومتر |
| V        | ۱۱.۱° N       | ۴۹.۹° E       | ۱۲.۰ کیلومتر |